# Сан-Никола (стадион)
«Сан-Нико́ла» (итал. Stadio San Nicola, Стадион Святого Николая) — многофункциональный полностью-сидячий стадион, спроектированный архитектором Ренцо Пиано в итальянском Бари. Название стадиона — это имя святого Николая Чудотворца, покровителя Бари.
В настоящее время арена используется главным образом для футбольных матчей, и как домашний стадион местного футбольного клуба «Бари». В 1991 году здесь прошёл финал Кубка европейских чемпионов 1990/91, выигранный белградской «Црвеной Звездой». По задумке архитектора стадион похож на цветок, распустившийся в Пулийской равнине. Для создания этого дизайна, арена состоит из 26 «лепестков» и верхних уровней верхнего кольца, которые разделены на 8 метров пустого пространства, достаточного для обеспечения удовлетворительных условий безопасности.
Стадион вмещает 58 248 человек, но трибуны никогда не были заполнены до отказа, так в 1991 году на финале Кубка европейских чемпионов на стадионе было около 51 000 человек.
Арена была построена в 1990 году к чемпионату мира по футболу 1990, в течение которого она принимала пять матчей: СССР—Румыния, Камерун—Румыния и Камерун—СССР в группе B, матч 1/8 финала Чехословакия—Коста-Рика и матч за третье место Италия—Англия.
На стадионе проходил матч отборочного турнира Евро-2008 между Италией и Шотландией в марте 2007 года, в котором Италия выиграла 2:0.
1 апреля 2009 года «Сан-Никола» принимал матч отборочного цикла к чемпионату мира 2010, в котором Италия принимала Ирландию. Матч закончился вничью 1:1.